# Hendrik van den Broeck
Hendrik van den Broeck (noto anche come Nicolas Hendrik, Henricus van Mechelen e Arrigo Fiammingo) (Malines, 1519 ca. – Roma, 28 settembre 1597) è stato un pittore fiammingo.

## Biografia

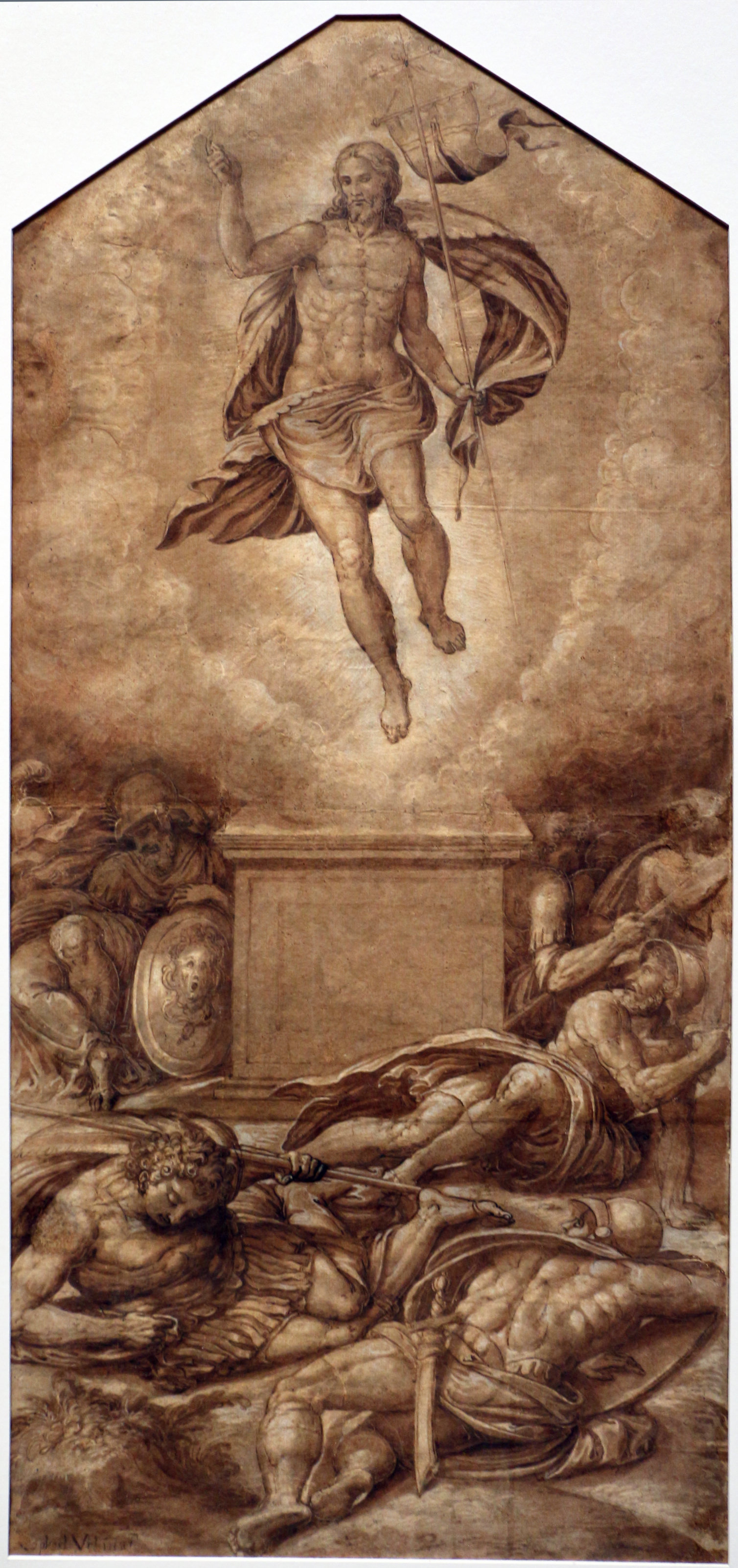
Resurrezione, disegno, collezione privata

Ad Anversa fu allievo di Frans Floris, poi si trasferì in Italia e nel 1550 lavorò a Firenze presso i Medici. Da allora percorse l'Italia, lavorando ad Orvieto nel 1561, a Napoli nel 1567 e a Perugia tra il 1562 e il 1581, dove è autore della vetrata dedicata a San Bernardino nel Duomo: in seguito sviluppò l'intera sua attività a Roma, sotto il pontificato di papa Gregorio XIII.
Eletto consigliere dell'Accademia di San Luca, serbò il titolo fino alla morte. Partecipò a più riprese alla decorazione del Vaticano: nella cappella Sistina ridipinse un affresco danneggiato del Ghirlandaio, che raffigurava la Resurrezione, firmandolo con le proprie iniziali. Sotto la direzione di Domenico Fontana  realizzò l'affresco  intitolato il Secondo Concilio Lateranense nella sala Sistina della Biblioteca Vaticana. Influenzato soprattutto da Orazio Alfani, Michelangelo, Pomarancio e Giorgio Vasari, di cui fu collezionista, restò peraltro, durante quasi tutta la sua carriera italiana, fedele alla maniera accurata e pittoresca dei fiamminghi. Solo alla fine della sua vita il suo stile divenne più ampio e vigoroso, al modo degli italiani.